# 布萊爾斯堡鎮區 (愛荷華州漢密爾頓縣)
布萊爾斯堡鎮區（英語：Blairsburg Township）是位於美國愛荷華州漢密爾頓縣的一個行政鎮區。

## 地方資料
根據2010年美國人口普查的數據，布萊爾斯堡鎮區的面積為92.88平方千米，當中陸地面積為92.88平方千米，而水域面積為0.00平方千米。當地共有人口368人，而人口密度為每平方千米3.96人。